# Pierre-Henri Ducos de La Haille
Pierre Henri Étienne Ducos-Delahaille, né le 26 juillet 1889 à Poitiers (Vienne) et mort le 19 janvier 1972 à Saint-Martin-de-Ré, est un peintre français.

## Biographie
Fils de Jules Ducos de La Haille, issu d'une vieille famille de la noblesse poitevine, Pierre-Henri Ducos de La Haille se rend tôt à Paris où il est présenté à l'École des beaux-arts par le peintre François Schommer dès 1909. Il intègre définitivement cette école en 1914 où il est l'élève de Louis-Joseph-Raphaël Collin et d'Ernest Laurent.
Ducos de La Haille expose dès 1920 au Salon des artistes français et y obtient cette année-là une mention honorable.  
Il s'illustre durant sa scolarité, dans les différents concours d'émulation proposés aux élèves de l'école des Beaux-Arts : il gagne en 1919 et 1921 le concours de l'esquisse peinte, grâce auquel il remporte le prix Fortin d'Ivry en 1919 et obtient en 1920 le prix Jauvin d'Attainville. 
Il obtient le prix de Rome en peinture de 1922, pour La Fortune et l'Abondance sortant du sillon creusé par le laboureur, et séjourne à Rome à la villa Médicis entre 1923 et 1926.
Dès son retour de Rome, Ducos de La Haille s'illustre dans le domaine du grand décor, en recevant plusieurs commandes officielles où il montre son talent de fresquiste. Dès 1927, il peint une allégorie de La République pour l'hôtel de ville de Reims, et décore en 1928 l'hôtel particulier de l'industriel Pierre d'Haussy à Villeneuve-d'Ascq. 

Il exécute son chef-d'œuvre à l'occasion de l'Exposition coloniale de 1931 : pour le palais des Colonies (aujourd'hui le Palais de la Porte-Dorée), il conçoit le décor de la grande salle des fêtes centrale, en réalisant une fresque de 600 m2 sur le thème des « apports de la France à l'outre-mer » (c'est son titre), avec pour objectif de glorifier la colonisation : le panneau central représente le Rayonnement de la France sur les Cinq Continents, à travers les figures allégoriques de la France et des cinq continents, tandis que sur les murs latéraux sont peints les allégories de l'Art, de la Paix, du Travail, du Commerce, de l'Industrie, de la Liberté, de la Justice, et de la Science, illustrées chacune par une scène située aux colonies. 
Dans les années 1930, il poursuit sa carrière de décorateur en participant au chantier de décoration du célèbre paquebot Normandie en 1935 : il peint pour les murs de la galerie-salon des premières classes deux compositions sur le thème de La Conquête normande et La Paix normande. 
Il participe également aux décors de l'église Saint-Pierre de Chaillot en 1938 : La Foi derrière l'orgue, La Trinité au plafond de la nef, et le décor du plafond de la crypte. Dans le même temps, il collabore avec la manufacture des Gobelins, et donne plusieurs modèles de tapisseries sur le thème des colonies. 
Membre dès 1928 de l'association La Fresque, il enseigne dans les locaux de l'association à Paris, et est également nommé professeur de fresque à l'École des beaux-arts de Paris entre 1929 et 1949. 
Le musée d'art et d'histoire de Cognac reçut en 1985 par legs de Blanche Mondor (morte en 1984) née Laidet-Dupéret, dont le beau-père Robert Mondor, cousin germain de l'artiste, lui avait commandé en 1932 pour sa demeure cognaçaise une fresque sur le thème des Quatre Saisons (détruite par les troupes d'occupation), 71 œuvres datées de 1912 à 1941, soit la plus importante collection connue. Le musée de Cognac lui a consacré une exposition rétrospective en 2010. Les œuvres de grand format ont été déposées au musée de Poitiers, sa ville natale.

## Œuvres dans les collections publiques
- Cognac, musée d'art et d'histoire;
- Paris :
  - école des garçons, no 44 rue des Jeûneurs : La Mer, 1922, fresque[4] ;
  - église Saint-Pierre de Chaillot :  La Foi et La Trinité, 1938, fresque ;
  - Mobilier national : Le Sénégal, 1937, tapisserie, autrefois à N'Djamena (Tchad) à l'ambassade de France, localisation actuelle inconnue ;
  - Palais de la Porte-Dorée : Apports de la France aux colonies, 1931, fresque ;
- Poitiers : Musée Sainte-Croix, Nymphes et faune jouant de la flûte, 1925, huile sur toile ; Nymphes, amour, biche et colombes dans un paysage, 1925, huile sur toile ;
- Reims, hôtel de ville : fresques, 1927 ;
- Versailles, Chambre de commerce et d'industrie de Versailles-Val-d'Oise-Yvelines, salle Bamberger : Île-de-France, 1949, tapisserie de la manufacture d'Aubusson, réalisée par les lissiers Tabard père et fils d'après un carton de Ducos de la Haille.

## Élèves notables
- Claudine Béréchel (1925-2011), dès 1942.
- Alfred Defossez (1932-)
- Marthe Flandrin (1904-1987), de 1936 à 1931.
- Roger Forissier (1924-2003)[5].
- Alice Pasco (1926-2013), de 1945 à 1948.
- Georgette Piccon (1920-2004), de 1943 à 1946.
- Henri Van Moé (1930-1989), de 1950 à 1955.